# Juana Ontañón y Valiente
Juana Ontañón Valiente (Madrid, 22 de octubre de 1886 – Ciudad de México, 22 de agosto de 1972) fue una maestra española, alumna de la Institución Libre de Enseñanza y cofundadora del Ateneo Pablo Iglesias de Pamplona.

## Biografía
Juana fue la única hembra de los seis hijos de Teófila Valiente y José Ontañón Arias, institucionista y profesor de alemán de la Escuela de Estudios Superiores de Magisterio. Estudió bachillerato, en la opción de libre, en el Instituto Cardenal Cisneros, y al concluirlo emprendió acompañando a su padre, un viaje de estudios por Alemania. A su regreso ingresó en la escuela Superior de Magisterio, teniendo entre sus compañeras a María de Maeztu (que sacaría el número uno de su promoción, y Juana el número 2). Ganó plaza por oposición en la Escuela Superior de Maestros de Cáceres.
En Cáceres conocería a Miguel del Río Guinea, profesor de matemáticas de Instituto, con quien se casa en 1914. Dos años después nace su primer y único hijo Miguel. Al poco tiempo la familia se traslada a Pamplona donde residirán durante casi veinte años.
En 1933 Juana y su familia, se trasladan a Madrid, donde ella ejerce como docente en la Escuela Normal. Tras estallar la guerra civil española abandonaría la capital de España para continuar su trabajo en Valencia y Barcelona.
Derrotada la República, su hijo, que habiéndose alistado se había separado de sus padres, vuelve a reunirse con ellos en Francia, y desde allí los tres embarcaron para el exilio en el Sinaia, arribando a Veracruz el 13 de junio de 1939.
Una vez instalada la familia, Juana retomó su labor docente en el Instituto Luis Vives, fundado por los exiliados, dentro de la Universidad Femenina; también dio cursos para extranjeros en la Universidad Autónoma de México.
Tras la muerte de su marido, se trasladó a Boston, donde daría clases en el Bryn Man College durante el curso 1946-47. Tras este breve inciso regresó de nuevo a Méjico para reunirse con su hijo y sus nietos, país en el que residió hasta su muerte en 1972.
Además de su trabajo como docente, Juana Ontañón trabajó para la editorial mexicana Porrúa, como prologuista de diversas obras de autores como Alarcón, Bécquer, Espronceda, Larra, Valera, Gabriel Miró. También escribió una biografía de Santa Teresa de Jesús, publicada en 1977, cinco años después de su muerte.